# Liste der Kulturdenkmäler in Kaschenbach
In der Liste der Kulturdenkmäler in Kaschenbach sind alle Kulturdenkmäler der rheinland-pfälzischen Ortsgemeinde Kaschenbach aufgeführt. Grundlage ist die Denkmalliste des Landes Rheinland-Pfalz (Stand: 27. Juni 2022).

## Denkmalzonen
| Bezeichnung          | Lage                 | Baujahr                 | Beschreibung | Bild |
| -------------------- | -------------------- | ----------------------- | --- | ---- |
| Denkmalzone Ortskern | Dorfstraße 1–11 Lage | 18. und 19. Jahrhundert | Haufendorf mit der schon in der zweiten Hälfte des 18. Jahrhunderts belegten Gebäudeanordnung mit einer Ringstraße, die Kirche im Mittelpunkt, Hofanlagen aus dem 18. und 19. Jahrhundert | BW   |

## Einzeldenkmäler
| Bezeichnung                          | Lage              | Baujahr | Beschreibung | Bild                           |
| ------------------------------------ | ----------------- | ------- | --- | ------------------------------ |
| Wegekreuz                            | Dorfstraße Lage   | 1706    | Wegekreuz; Schaft bezeichnet 1706, Abschlusskreuz jünger | Fotos hochladen                |
| Hofanlage                            | Dorfstraße 1 Lage | 1787    | große Hofanlage; siebenachsiges Wohnhaus (bezeichnet 1787), erste Hälfte des 19. Jahrhunderts, historistischer Anbau, Wirtschaftsgebäude bezeichnet 1811; Wegekreuzschaft, Gelbsandstein | BW                             |
| Hofanlage                            | Dorfstraße 7 Lage | 1797    | siebenachsiges Wohnhaus, bezeichnet 1797, mit Ställen, Scheune, jüngerer Remise, gegenüber Stallgebäude                                                                                  | BW                             |
| Katholische Filialkirche St. Michael | Dorfstraße 8 Lage | 1846    | Saalbau mit Dachreiter, gotisierender Klassizismus, 1846, mittelalterlicher ehemaliger Altarraum                                                                                         | weitere Bilder Fotos hochladen |